# Chris Drury
Christopher Ellis Drury, född 20 augusti 1976 i Trumbull, Connecticut, är en amerikansk före detta professionell ishockeyspelare och nuvarande General Manager och president för New York Rangers.

## Biografi
Drury var under sin ungdom en talangfull spelare i baseboll. Han valde till slut att satsa på ishockeyn. Han började sin karriär i skollaget Boston University Terriers i mitten på 1990-talet. I NHL Entry Draft 1994 valdes Drury av Colorado Avalanche som nummer 72 totalt. 1998 fick han motta Hobey Baker Award som USA:s bäste collegespelare. Han debuterade i NHL säsongen 1998-1999 då han gjorde 44 poäng (20 mål och 24 assist) på 79 matcher och fick motta Calder Trophy som ligans bästa nykomling. Tre år senare vann Drury Stanley Cup med Colorado.
I oktober 2002 blev han bortbytt till Calgary Flames där han spelade fram till sommaren då han byttes till Buffalo Sabres. Med Buffalo vann Drury Presidents Trophy som grundseriens bästa lag och tog sig till två semifinaler i Stanley Cup-slutspelet. Efter två år i Buffalo flyttade Drury till New York Rangers tillsammans med New Jerseys förre spelare Scott Gomez. Han spelade sammanlagt fyra säsonger i New York Rangers och var under en tid lagets kapten.
Drury har deltagit vid två OS-turneringar (2002 och 2010) och har vunnit två silvermedaljer.
Den 19 augusti 2011 meddelade Drury officiellt att han avslutar sin karriär.

## Statistik

### Klubbkarriär
| 1994–95    | Boston University Terriers | HE         | 39  | 12  | 15  | 27  | 38  | —   | —  | —  | —  | —  |
| 1995–96    | Boston University Terriers | HE         | 37  | 35  | 32  | 67  | 46  | —   | —  | —  | —  | —  |
| 1996–97    | Boston University Terriers | HE         | 41  | 38  | 24  | 62  | 64  | —   | —  | —  | —  | —  |
| 1997–98    | Boston University Terriers | HE         | 38  | 28  | 29  | 57  | 88  | —   | —  | —  | —  | —  |
| 1998–99    | Colorado Avalanche         | NHL        | 79  | 20  | 24  | 44  | 62  | 19  | 6  | 2  | 8  | 4  |
| 1999–00    | Colorado Avalanche         | NHL        | 82  | 20  | 47  | 67  | 42  | 17  | 4  | 10 | 14 | 4  |
| 2000–01    | Colorado Avalanche         | NHL        | 71  | 24  | 41  | 65  | 47  | 23  | 11 | 5  | 16 | 4  |
| 2001–02    | Colorado Avalanche         | NHL        | 82  | 21  | 25  | 46  | 38  | 21  | 5  | 7  | 12 | 10 |
| 2002–03    | Calgary Flames             | NHL        | 80  | 23  | 30  | 53  | 33  | —   | —  | —  | —  | —  |
| 2003–04    | Buffalo Sabres             | NHL        | 76  | 18  | 35  | 53  | 68  | —   | —  | —  | —  | —  |
| 2005–06    | Buffalo Sabres             | NHL        | 81  | 30  | 37  | 67  | 32  | 18  | 9  | 9  | 18 | 10 |
| 2006–07    | Buffalo Sabres             | NHL        | 77  | 37  | 32  | 69  | 30  | 16  | 8  | 5  | 13 | 2  |
| 2007–08    | New York Rangers           | NHL        | 82  | 25  | 33  | 58  | 45  | 10  | 3  | 3  | 6  | 8  |
| 2008–09    | New York Rangers           | NHL        | 81  | 22  | 34  | 56  | 32  | 6   | 1  | 0  | 1  | 2  |
| 2009–10    | New York Rangers           | NHL        | 77  | 14  | 18  | 32  | 31  | —   | —  | —  | —  | —  |
| 2010–11    | New York Rangers           | NHL        | 24  | 1   | 4   | 5   | 8   | 5   | 0  | 1  | 1  | 2  |
| HE totalt  | HE totalt                  | HE totalt  | 155 | 113 | 100 | 213 | 236 | —   | —  | —  | —  | —  |
| NHL totalt | NHL totalt                 | NHL totalt | 892 | 255 | 360 | 615 | 468 | 135 | 47 | 42 | 89 | 46 |

## Privat
Chris Drury är bror till Ted Drury och farbror till Jack Drury. Båda två har spelat alternativt spelar i NHL.